# Zirbitzkogel
Zirbitzkogel är ett berg i Österrike.   Det ligger i distriktet Murtal och förbundslandet Steiermark, i den östra delen av landet, 190 km sydväst om huvudstaden Wien. Toppen på Zirbitzkogel är 2 396 meter över havet. Zirbitzkogel ingår i Seetaler Alpen.
Terrängen runt Zirbitzkogel är varierad. Zirbitzkogel är den högsta punkten i trakten. Närmaste större samhälle är Judenburg, 13,7 km nordost om Zirbitzkogel. 
I omgivningarna runt Zirbitzkogel växer i huvudsak blandskog. Runt Zirbitzkogel är det ganska glesbefolkat, med 42 invånare per kvadratkilometer.